# Virginia Ragsdale
Virginia Ragsdale (Jamestown, Carolina del Norte, 13 de diciembre de 1870 - Greensboro, 4 de junio de 1945) fue una matemática especializada en curvas algebraicas y profesora. Es más conocida como la creadora de la conjetura de Ragsdale que formuló en 1906 en el artículo On the Arrangement of the Real Branches of Plane Algebraic Curve (Sobre la clasificación de las ramas reales de las curvas algebraicas planas), publicado en el American Journal of Mathematics.

## Biografía
Ragsdale nació en una granja en Jamestown (Carolina del Norte), y sus padres fueron John Sinclair Ragsdale y Emily Jane Idol. John fue oficial en la guerra civil estadounidense, maestro en la escuela Flint Hill y más tarde legislador estatal. 

Virginia documentó sus primeros años en un artículo titulado Our Early Home and Childhood, en donde escribió:
Uno de mis primeros recuerdos era una pequeña cama de trineo donde Ida [su hermana] y yo dormíamos juntos. (…) La casa no tenía ninguna comodidad. El agua llegaba desde un manantial al pie de la colina, la leche y la mantequilla se guardaban allí, el lavado se hacía allí. En los primeros años o dos, había tres o cuatro juntas, niños o jóvenes, que vinieron a la escuela del padre. Mi abuela, madre y tía Julia contribuyeron antes y durante la guerra, tejiendo mantas y pantalones para los trajes de los hombres, que fueron vendidos a comerciantes a cambio de seda y otros bienes.

## Trayectoria académica
En su tercer año, Ragsdale ingresó a la Academia de Salem y se graduó en 1887 como mejor estudiante con un diploma adicional en piano. Ragsdale asistió a Guilford College en Greensboro (Carolina del Norte), donde obtuvo su licenciatura en 1892.  
Ragsdale recibió la primera beca de Bryn Mawr College para el mejor académico de Guilford College. Estudió física en Bryn Mawr College, obteniendo un título de grado en 1896. Fue elegida becaria europea en la promoción de 1896, pero esperó un año antes de viajar, trabajando como asistente en el posgrado de física y matemáticas de Bryn Mawr. 
Junto con dos de sus colegas (incluida Emilie Martin), pasó 1897-98 en el extranjero en la Universidad de Gotinga, asistiendo a conferencias de Felix Klein y David Hilbert. Después de su regreso a los Estados Unidos, enseñó en Baltimore durante tres años hasta que una segunda beca, otorgada por la Asociación de Baltimore para la Promoción de la Educación Universitaria de la Mujer, le permitió regresar a la universidad Bryn Mawr para completar su doctorado bajo la dirección de Charlotte Scott.
Su disertación, "Sobre la disposición de las ramas reales de las curvas algebraicas planas", fue publicada en 1906 por el American Journal of Mathematics. Su disertación abordó el decimosexto de los problemas de Hilbert, para lo cual Ragsdale formuló una conjetura que proporcionaba un límite superior al número de círculos topológicos de cierto tipo. Su resultado se llama la conjetura de Ragsdale: fue un problema abierto durante 90 años hasta que Oleg Viro (1979) e Ilya Itenberg (1994) obtuvieron contraejemplos.

## Trayectoria profesional
Después de completar su título, Ragsdale enseñó en la ciudad de Nueva York y en la Escuela para Chicas del Dr. Sach hasta 1905. Fue directora de la Escuela Baldwin en Bryn Mawr entre 1906 y 1911 y lectora de Charlotte Scott desde 1908 hasta 1910.  Ragsdale regresó a Carolina del Norte en 1911 para aceptar un puesto como profesora de matemáticas en el Woman's College de Greensboro (ahora conocida como la Universidad de Carolina del Norte en Greensboro). Permaneció allí durante casi dos décadas y se desempeñó como jefa de departamento de 1926 a 1928.  Alentó a la escuela a comprar un telescopio y al departamento de matemáticas a agregar estadísticas al plan de estudios. 
En 1928, se retiró de la docencia para cuidar la salud de su madre y ayudar a administrar la granja familiar. Después de la muerte de su madre en 1934, construyó una casa en Guilford College, donde pasó sus últimos años dedicada a la jardinería, trabajando con muebles, trabajando en su genealogía familiar, organizando clubes de lectura y visitando a estudiantes. Tras su muerte, donó su casa a Guilford College, donde alojaba a profesores, exalumnos y visitantes. En 1965, el presidente de Guilford Grimsley Hobbs se mudó a la casa de Ragsdale y desde entonces ha sido la residencia del rector de la universidad. 